# پاتریسیا کاس
پاتریسیا کاس (به فرانسوی: Patricia Kaas) (زاده ۵ دسامبر ۱۹۶۶) خواننده فرانسوی است.
او در مسابقه آواز یوروویژن ۲۰۰۹ نماینده فرانسه بود.